# Пич, Йосеф Ладислав
Йосеф Ладислав Пич (9 января 1847, Мшено — 19 декабря 1911) — австро-венгерский чешский историк, педагог и музейный деятель, профессор истории в чешском университете в Праге, один из основателей чешской археологии, научный писатель.

## Биография
В 1858—1862 годах учился в гимназии в Ческе-Липе. Затем изучал историю и географию в Карловом университете и по окончании на протяжении десяти лет учительствовал в звании профессора в гимназии в Млада-Болеславе. Оттуда перешёл преподавать в гимназию в Праге. В 1883 году стал доцентом, в 1905 году — ординарным профессором австрийской и славянской истории на факультете искусств. С 1883 года был редактором журнала «Památky archeologické» и всячески стремился популяризировать археологию. С 1893 года возглавлял отдел древностей в Национальном чешском музее. Путешествовал по славянским землям, Венгрии и Румынии, произвёл ряд раскопок.
По мнению Й. Пича, распространённые в Трансильвании названия от корня рус- свидетельствуют, о русском характере страны, а тип населения в Молдавии, Валахии и долинах Трансильвании отличается от южнославянского и соответствует русскому типу Галичины и Угорской Руси. На основании этого он считает дакийских славян западной ветвью южнорусского племени, говор которого отличался ринезмом и особенным сочетанием согласных.
Главные его работы: «Очерк политической и литературной истории словаков за последние 100 лет» («Слав. Сборн.», 1875 и 1878), «Rodový byt u slovákův a uherských rusinů» (1878), «Ueber die Abstammung der Rumänen» (1880), «Die nationale Kampf gegen das ungarische Staatsrecht» (1882), «Zur rumänischungarischen Streitfrage» (1886), «Die rumänische Gesetze und ihre Nexus mit dem slav. und byzant. Rechte» (1886), «Die dacischen Slaven und Csergreder Bulgaren» (1888), «Dějiny národa ruského» (1889), «Čechy předhistorické» (1899—1901) и незаконченная серия «Čechy na úsvitě dějin na zakladě praehist. sbírky Musea Král. Českeho», со снимками (1902, 1903 и 1905). Состоял членом столичных и многих провинциальных археологических обществ в России.

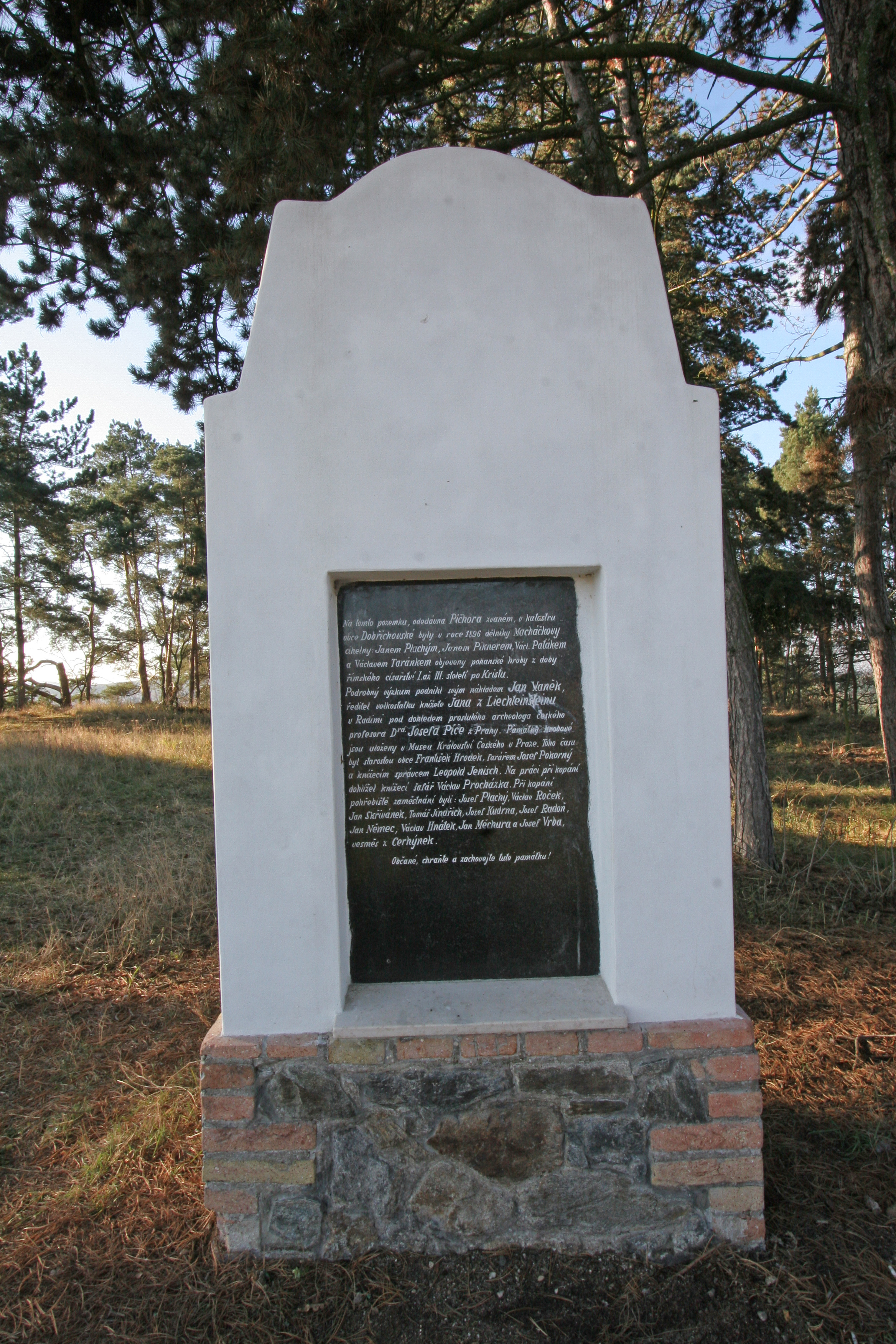
Памятник археологическим исследованиям, проведенным И.-Л. Пичем (Добржихов-Пичгора)